# Абакумов, Юрий Иванович
Ю́рий Ива́нович Абаку́мов (25 августа 1940, Тамбовская область — 10 марта 2021, Саратов) — буровой мастер Ершовского управления буровых работ по бурению нефтяных скважин в Западной Сибири производственного объединения «Саратовнефтегаз» Саратовской области. Полный кавалер ордена Трудовой Славы.

## Биография
Юрий Абакумов родился в 1940 году в Тамбовской области в крестьянской семье. Русский. После войны семья Юрия переехала в Саратовскую область, где он окончил школу и нефтяной техникум.
Трудовую деятельность начал в 1958 году бурильщиком в Ершовском управлении буровых работ объединения «Саратовнефть». В конце 1970-х годов направлен на промыслы Сургутского месторождения в качестве мастера одной из бригад «Саратовнефтегаза». Работал на этом месторождении 27 лет.
С 2005 года на пенсии. Проживал в Саратове.

## Награды
- Орден Трудовой Славы:
  - 3-й степени (02.03.1981);
  - 2-й степени (09.04.1985);
  - 1-й степени (03.12.1991) — за большой личный вклад в увеличение добычи нефти на основе применения эффективных методов разработки месторождений и внедрения прогрессивных технологий.
- Медали.